# Eemshaven
L'Eemshaven ("porto sull'Eems") è un porto del nord-est dei Paesi Bassi, situato lungo l'estuario sul Mare del Nord del fiume Eems (in tedesco: Ems), nel territorio della municipalità di Eemsmond (fino al 1978 della municipalità soppressa di Uithuizermeeden e, fino al 2018 della municipalità soppressa di Eemsmond), nella provincia di Groninga: inaugurato nel 1973, è il più grande porto del nord dei Paesi Bassi. Formalmente, è considerato anche una località e - come tale - possiede un proprio codice postale.
L'Eemshaven, è controllato, assieme al porto di Delfzijl dalla Groningen Seaports.

## Storia
L'Eemshaven fu realizzato nel luogo dove sorgeva il porto scomparso di Emetha.
La realizzazione di nuovo porto sull'estuario dell'Eem si rese necessaria per via del crescente sviluppo economico dei Paesi Bassi negli anni cinquanta e sessanta del XX secolo.
La costruzione dell'Eemshaven fu decisa l'8 febbraio 1968 dalla provincia di Groninga. Del progetto furono incaricati J. van Veen en ir. N. Nanninga: il progetto prevedeva un porto che garantisse l'accesso a navi del peso massimo di 40.000 tonnellate (in seguito portato a 70.000).
L'Eemshaven fu inaugurato ufficialmente il 7 giugno 1973 dalla regina Giuliana.
|  |

La prima compagnia marittima a divenire partner dell'Eemshaven fu l'Ag Ems nel 1976.
Nel 2012 iniziò la costruzione nell'Eemshaven di due centrali elettriche.

## Sport
All'interno del porto si trova anche un circuito per gli sport motoristici.